# 藤本博史 (内野手)
藤本 博史（ふじもと ひろし、1963年11月8日 - ）は、大阪府泉北郡忠岡町出身の元プロ野球選手（内野手、右投右打）、監督、野球解説者。
2011年から福岡ソフトバンクホークスの打撃コーチ、三軍監督、二軍監督を歴任し、2022年シーズンから2年間一軍監督を務めていた。2024年シーズンからはソフトバンクの特別アドバイザーに就任する。

## 経歴

### プロ入りまで
天理高校では1980年、2年夏の第62回全国高校野球選手権に4番打者、三塁手として出場。藤本と同じ2年生で左右の両腕でもある川本和宏、小山昌男の好投もあり準決勝まで進むが、エースの愛甲猛らを擁する横浜高にまさかの逆転負けを喫した。その後は秋にチームで起きた不祥事のため、丸1年の対外公式試合禁止の処分を受け、3年時の甲子園行きのチャンスを棒に振ることになった。

### 現役時代

#### 南海、ダイエーホークス時代
甲子園での実績や素質を見込まれ、1982年にドラフト4位で川本とともに当時の南海ホークスに入団する。
1988年には一軍に定着、主に三塁手として88試合に先発出場。1992年には初の規定打席（28位、打率.253）に達する。南海時代の藤本は7、8番といった下位打順が多かったが、球団が南海電気鉄道からダイエーに売却され、福岡県へ移転した後はクリーンナップを任されるようになった。
プロ野球選手では珍しく柔道の有段者でもあり、黒帯の腕前でもある。そのため、体格が良く門田博光に続く和製大砲が育たず、得点力の弱かった1980年代の南海ホークスでは岸川勝也と共に将来の4番候補として期待されていた。なお、藤本はパワーヒッターというイメージが強いが、年間最多本塁打は1992年の20本と、どちらかというと中距離打者であった。藤本は元々、状況に応じて逆方向へのバッティングも出来る器用さが持ち味の選手だったが、慢性的なチームの得点力不足や、ダイエーホークス2年目に監督に就任した田淵幸一による指導もあってか、長打を狙っての大振りが目立ち打率も.250前後と伸び悩んだ。一方で打率の割に出塁率は非常に高く、1992年は打率ランキング28位であったが、出塁率は藤本の同僚でその年の首位打者だった佐々木誠の成績をも上回るほどであった。1990年7月7日の対日本ハム戦ではサイクル安打を達成している。
だが、一塁に新外国人のブライアン・トラックスラー、好守好打の三塁手である松永浩美がホークスに加入した1994年にはレギュラーの座を追われた。藤本も当初、控えの座に甘んじていたが、その藤本の打撃技術を高く評価していた当時の打撃コーチである大田卓司の進言により打撃不振だった二塁手の湯上谷竑志に代わり藤本の起用を監督に進言し起用され奮闘、不安視されていた守備面でも活躍する。同じく口ヒゲをたくわえていたトラックスラーとの一・二塁間は、この年の名物となった。翌1995年も石毛宏典が西武ライオンズからホークスへ移籍すると、藤本も再びレギュラー落ちの危機にあったがまたもコーチの大田の進言により西武戦との開幕戦（西武球場）では石毛に代わって一塁手として先発で起用され、9回表に潮崎哲也から豪快な本塁打を放った。その後も藤本はここ一番での勝負強いバッティングを見せ、この年の得点圏打率はパ・リーグトップの.391を記録した。しかし、翌年以降は若手の台頭や自身の成績不振が出始め1997年には一軍定着後としては初の本塁打0本に終わった。

#### オリックス・ブルーウェーブ時代
1998年シーズン序盤に金銭トレードでオリックス・ブルーウェーブへ移籍。同年4月28日の対千葉ロッテマリーンズ戦に出場したが、オリックスへ移籍した直後の試合であったためユニフォーム作成が間に合わず、過去オリックスに在籍したタイ・ゲイニーのユニフォームを着用していた。同年、打撃不振が改善できずこの年限りで現役を引退した。

### 現役引退後
現役引退後の1999年から2010年までTVQ九州放送・J SPORTS野球解説者、西日本スポーツ野球評論家を務めた。藤本はコーチに就任する2010年まで福岡市中央区で居酒屋「藤もと亭」を経営し、福岡出身の芸能人やホークス選手が藤本のもとを多く訪れていた。
解説者としては現役時代の藤本のエピソードを交えたスタイルが多く、1999年にホークスが福岡移転後初優勝の快挙を成し遂げた際には解説席から当時、ダイエーの監督だった王貞治が胴上げされるのを見て「自分も輪の中に入りたい」と藤本は語っていた。
2011年より福岡ソフトバンクホークスの打撃コーチに就任し、2011年・2012年・2015年・2016年は二軍、2013年・2014年・2017年・2018年は一軍を担当。柳田悠岐、中村晃、栗原陵矢を育てた。2019年・2020年は三軍監督、2021年は二軍監督を歴任。
2021年10月29日、同学年でもある工藤公康の後任として藤本の一軍監督就任が発表された。なお、ホークスの生え抜き選手だった人物が監督になるのは前身球団も含めると現役終盤の移籍があるため完全でないが、1989年まで指揮を執った杉浦忠以来33年ぶりだった。
2022年4月1日、球団として1955年以来67年ぶりとなる開幕戦からの7連勝を果たすと、同時に与那嶺要（中日、1972年）、梶本隆夫（阪急、1979年）の持つ新人監督の開幕連勝記録6を越え日本プロ野球新記録を樹立、同月5日の勝利で連勝記録を8まで伸ばした。最終的に優勝は逃したものの、リーグ戦順位は2位であった。
采配は悪く言えば左右病の傾向があり、藤本本人もそのように評されていることを自覚している。
2023年、シーズンに突入すると、開幕5連勝を飾るなど好スタートを切り、7月6日時点で首位に立つ。しかし、翌7日から球団54年ぶりとなる12連敗を喫し3位に転落。その後はロッテ、楽天とAクラス争いを展開するも、最終的に首位オリックスから15.5ゲーム差の3位に終わった。CSファーストステージでは、2位の千葉ロッテマリーンズと戦った。1勝1敗で迎えた第3戦の延長10回に3点を勝ち越すがその裏、リリーフ投手が打たれて逆転サヨナラ負けを喫しシリーズ敗退となった。その直後、ソフトバンク球団は藤本が同シーズン限りで監督を退任することを発表した。
2024年からTVQ九州放送、テレビ東京の野球解説者を務める。

## 選手としての特徴・人物
- 勝負強さと高い出塁率が魅力の中距離打者[21][22]。
- ホークスがダイエーに売却され、福岡に移転した1989年から藤本はヒゲを生やし始めた。これは当時、藤本の祖父が目を悪くし「テレビで見ても、ユニフォームを着ていたら岸川とどっちがどっちかわからんわ」と言われ、「じゃあ目印をつけたろう」と、すぐに見つけやすいようにという配慮から始まったものである[23][24]。 引退した現在でも藤本のトレードマークになっている。
- 後に右打ちの達人として知られた大道典嘉は、現役時代の藤本のバッティングを参考に自身のスタイルを築き上げたといわれる。
- 「ここまで飛ばせ、ホームラン」のヒッティング・マーチは、藤本の引退後も左の好打者であった若井基安のテーマと並び、チャンスの際にしばしば使用されている[25]。なお、デビッド・ホステトラー（1986年 - 1987年）の流用でもある。
- 元投手の下柳剛は藤本の性格について、「ダイエー在籍時には本当にお世話になりました」と述べている[26]。一方、守備面に関しては下柳の自身の公式YouTubeチャンネルの動画で「最悪のセカンド」と即答する形で、藤本のお粗末なプレーを酷評している[27]。
- 選手時代にオリックスに移籍した際、当時、阪神にいた新庄剛志と同じマンションに住んでいた。「いつも出る時間一緒で、僕が出るのを待ってくれてた。礼儀正しい子ですよ」と当時を回顧している[28]。

## 詳細情報

### 年度別打撃成績
| 年 度      | 球 団         | 試 合 | 打 席 | 打 数 | 得 点 | 安 打 | 二 塁 打 | 三 塁 打 | 本 塁 打 | 塁 打 | 打 点 | 盗 塁 | 盗 塁 死 | 犠 打 | 犠 飛 | 四 球 | 敬 遠 | 死 球 | 三 振 | 併 殺 打 | 打 率 | 出 塁 率 | 長 打 率 | O P S |
| ---------- | ------------- | ----- | ----- | ----- | ----- | ----- | -------- | -------- | -------- | ----- | ----- | ----- | -------- | ----- | ----- | ----- | ----- | ----- | ----- | -------- | ----- | -------- | -------- | ----- |
| 1985       | 南海 ダイエー | 8     | 11    | 9     | 1     | 1     | 0        | 0        | 1        | 4     | 2     | 0     | 0        | 1     | 0     | 1     | 0     | 0     | 3     | 0        | .111  | .200     | .444     | .644  |
| 1986       | 南海 ダイエー | 1     | 3     | 3     | 0     | 0     | 0        | 0        | 0        | 0     | 0     | 0     | 0        | 0     | 0     | 0     | 0     | 0     | 0     | 0        | .000  | .000     | .000     | .000  |
| 1987       | 南海 ダイエー | 26    | 48    | 41    | 2     | 10    | 6        | 0        | 0        | 16    | 3     | 0     | 0        | 1     | 0     | 6     | 0     | 0     | 8     | 0        | .244  | .340     | .390     | .731  |
| 1988       | 南海 ダイエー | 108   | 329   | 278   | 27    | 56    | 9        | 0        | 7        | 86    | 28    | 1     | 2        | 9     | 1     | 38    | 0     | 3     | 71    | 5        | .201  | .303     | .309     | .612  |
| 1989       | 南海 ダイエー | 77    | 284   | 237   | 30    | 60    | 12       | 0        | 13       | 111   | 50    | 1     | 2        | 10    | 0     | 37    | 0     | 0     | 62    | 6        | .253  | .354     | .468     | .822  |
| 1990       | 南海 ダイエー | 112   | 388   | 332   | 26    | 70    | 16       | 3        | 12       | 128   | 61    | 2     | 1        | 15    | 1     | 37    | 1     | 3     | 84    | 11       | .211  | .295     | .386     | .680  |
| 1991       | 南海 ダイエー | 101   | 299   | 256   | 29    | 68    | 13       | 1        | 11       | 116   | 30    | 1     | 0        | 1     | 0     | 41    | 1     | 1     | 46    | 4        | .266  | .369     | .453     | .822  |
| 1992       | 南海 ダイエー | 130   | 454   | 368   | 48    | 93    | 15       | 2        | 20       | 172   | 56    | 2     | 0        | 8     | 2     | 76    | 0     | 0     | 89    | 14       | .253  | .379     | .467     | .846  |
| 1993       | 南海 ダイエー | 129   | 512   | 456   | 44    | 109   | 16       | 3        | 13       | 170   | 53    | 1     | 3        | 2     | 0     | 53    | 4     | 1     | 87    | 16       | .239  | .320     | .373     | .692  |
| 1994       | 南海 ダイエー | 121   | 398   | 333   | 30    | 81    | 15       | 0        | 11       | 129   | 52    | 2     | 2        | 1     | 3     | 59    | 1     | 2     | 72    | 3        | .243  | .358     | .387     | .745  |
| 1995       | 南海 ダイエー | 119   | 456   | 383   | 36    | 101   | 17       | 1        | 11       | 153   | 58    | 0     | 4        | 2     | 3     | 68    | 2     | 0     | 88    | 10       | .264  | .372     | .399     | .772  |
| 1996       | 南海 ダイエー | 101   | 309   | 266   | 24    | 56    | 11       | 0        | 6        | 85    | 23    | 0     | 3        | 3     | 3     | 36    | 1     | 1     | 63    | 9        | .211  | .304     | .320     | .623  |
| 1997       | 南海 ダイエー | 28    | 39    | 31    | 2     | 2     | 0        | 0        | 0        | 2     | 0     | 0     | 1        | 2     | 0     | 6     | 0     | 0     | 7     | 1        | .065  | .216     | .065     | .281  |
| 1998       | オリックス    | 42    | 52    | 46    | 3     | 8     | 2        | 0        | 0        | 10    | 3     | 0     | 0        | 0     | 0     | 6     | 0     | 0     | 17    | 3        | .174  | .269     | .217     | .487  |
| 通算：14年 | 通算：14年    | 1103  | 3582  | 3039  | 302   | 715   | 132      | 10       | 105      | 1182  | 419   | 10    | 18       | 55    | 13    | 464   | 10    | 11    | 697   | 82       | .235  | .337     | .389     | .726  |

- 各年度の太字はリーグ最高
- 南海（南海ホークス）は、1989年にダイエー（福岡ダイエーホークス）に球団名を変更

### 年度別監督成績
| 2022      | 令和4年   | ソフトバンク | 2位       | 143 | 76  | 65  | 2 | .539 | 0.0                    | 108                    | .255                   | 3.07                   | 59歳                   |                        |                        |
| 2023      | 令和5年   | ソフトバンク | 3位       | 143 | 71  | 69  | 3 | .507 | 15.5                   | 104                    | .248                   | 3.27                   | 60歳                   |                        |                        |
| 通算：2年 | 通算：2年 | 通算：2年    | 通算：2年 | 285 | 146 | 134 | 5 | .521 | Aクラス2回、Bクラス0回 | Aクラス2回、Bクラス0回 | Aクラス2回、Bクラス0回 | Aクラス2回、Bクラス0回 | Aクラス2回、Bクラス0回 | Aクラス2回、Bクラス0回 | Aクラス2回、Bクラス0回 |

※1 2023年4月4日、対バファローズ戦1回戦（京セラドーム大阪）を私用により欠場。監督代行は森浩之一軍ヘッドコーチ（1勝）。通算成績に含まない

### 記録
- 初出場・初先発出場：1985年4月14日、対日本ハムファイターズ2回戦（大阪スタヂアム）、7番・三塁手として先発出場
- 初安打・初本塁打・初打点：1985年5月2日、対阪急ブレーブス5回戦（大阪スタヂアム）、4回裏に今井雄太郎から逆転決勝2ラン
- 100本塁打：1996年4月16日、対日本ハムファイターズ3回戦（北九州市民球場）、5回裏に西崎幸広からソロ ※史上185人目
- 1000試合出場：1996年7月27日、対オリックス・ブルーウェーブ17回戦（グリーンスタジアム神戸）、8回表に坊西浩嗣の代打として出場 ※史上333人目
- サイクル安打：1990年7月7日、対日本ハムファイターズ11回戦（浜松球場） ※史上42人目

### 背番号
- 39（1982年 - 1989年）
- 5（1990年 - 1998年途中）
- 1（1998年途中 - 同年終了）
- 76（2011年 - 2021年）
- 81（2022年 - 2023年）

## 関連情報

### 出演
- TVQスーパースタジアム
- VIVA!SPORTAS
- J SPORTS STADIUM